# جيني تايلر
جيني تايلر (بالإنجليزية: Ginny Tyler)‏ هي ممثلة أمريكية، ولدت في 8 أغسطس 1925 في بيركيلي في الولايات المتحدة، وتوفيت في 12 يوليو 2012 في إساكوه في الولايات المتحدة. من الجوائز التي نالتها دزني ليجندز سنة 2006.

## أعمال

### أفلام
- (1963) السيف العجيب[8][9][10]
- (1964) ماري بوبينز[11][12][13]
- (1967) دكتور دوليتل

## جوائز
- دزني ليجندز (2006)

## وصلات خارجية
- جيني تايلر على موقع IMDb (الإنجليزية)
- جيني تايلر على موقع ميوزك برينز (الإنجليزية)
- جيني تايلر على موقع إن إن دي بي (الإنجليزية)
- جيني تايلر على موقع ديسكوغز (الإنجليزية)
- جيني تايلر على موقع قاعدة بيانات الفيلم (الإنجليزية)
- جيني تايلر على موقع كينوبويسك (الروسية)